# 川辺都市高速化道路
川辺都市高速化道路（チョンビョンとしこうそくかどうろ）は大田広域市大徳区から大田広域市西区まで結ぶ総延長33.4Kmの都市高速道路である。

## 歴史
- 1993年:3工区(瓦洞IC～自雲橋)、5工区(大徳大橋～萬年橋)区間が開通。
- 1995年7月19日:自雲陸橋～瓦洞陸橋間4.63kmを自動車専用道路に指定。
- 2000年3月31日:事業提案書を大田広域市へ提出。
- 2001年2月21日：最終実施協約締結。
- 2001年12月20日:工事着工。
- 2004年8月7日:自雲陸橋～文芸地下車道(大禾陸橋)間4.9kmを自動車専用道路に指定。
- 2004年9月6日:4工区開通。
- 2012年5月18日:通行料引き上げ。
- 2015年12月22日:瓦洞陸橋～ムンピョン大橋間4.4kmを自動車専用道路に指定。

## インターチェンジなど
- 院村（ウォンチョン）IC
- 大和（テファ）料金所
- 大和（テファ）JCT
- 大徳（テドク）IC

- 大和（テファ）JCT
- ハンバッIC

## 通過する地域
- 大田広域市
  - 大徳区 - 西区